# The Mexican - Amore senza la sicura
The Mexican - Amore senza la sicura (The Mexican) è un film del 2001 diretto da Gore Verbinski con Brad Pitt e Julia Roberts. La trama è un insolito intreccio tra commedia romantica e road movie.
Partito per essere una piccola produzione indipendente senza attori conosciuti, diventò un progetto ad ampio budget quando sia Julia Roberts che Brad Pitt decisero di partecipare al film.

## Trama
Jerry Welbach viene incaricato dal suo capo, un potente boss della malavita, di recuperare una vecchia e preziosa pistola chiamata The Mexican. Nonostante il parere contrario della fidanzata Samantha, Jerry parte per il Messico e si mette sulle tracce dell'arma. Jerry trova la pistola, ma quando le cose sembrano mettersi per il meglio scopre che Samantha è stata rapita, e proprio da uno degli scagnozzi del suo capo.